# آيت إيكو (آيت قلاليت آيت ابراهيم)
آيت إيكو هو دُوَّار يقع بجماعة آيت أوريبل، إقليم الخميسات، جهة الرباط سلا القنيطرة في المملكة المغربية. ينتمي الدوّار لمشيخة آيت قلاليت آيت إبراهيم التي تضم 6 دواوير. يقدر عدد سكانه بـ 1198 نسمة حسب الإحصاء الرسمي للسكان والسكنى لسنة 2004.

## وصلات خارجية
- البوابة الوطنية للجماعات الترابية
- المندوبية السامية للتخطيط